# Prochromadorella ditlevseni
Prochromadorella ditlevseni is een rondwormensoort uit de familie van de Chromadoridae. De wetenschappelijke naam van de soort is voor het eerst geldig gepubliceerd in 1922 door de Man.